# Окуловский район
Оку́ловский райо́н — административно-территориальная единица (район) и муниципальное образование (муниципальный район) в составе Новгородской области Российской Федерации.
Административный центр — город Окуловка.

## География
Окуловский район расположен на Валдайской возвышенности в центральной части Новгородской области по левобережью реки Мста.

## История
До ликвидации губерний и образования областей в 1927 году:

в составе Новгородского уезда
- до 1708 года, Деревской пятины Земли Новгородской (присоединена к Московской Руси в 1478 году).
- С 1708 года в Ингерманландской губернии.
- С 1727 года в Новгородской губернии.

Окуловский район был образован в августе 1927 года и первоначально входил в состав Боровичского округа Ленинградской области. В состав района вошли следующие сельсоветы:
- из Боровичской волости Боровичского уезда: Варгусовский, Владычинский, Куракинский, Лунинский, Петровский
- из Локотской волости Валдайского уезда: Кривцовский, Перевозский, Тухильский, Хирикский
- из Маловишерского уезда:
  - из Окуловской волости: Берёзовикский, Боровёнковский, Забродский, Заводский, Окуловский, Опеченский, Парахинский, Полищский, Тереблянский, Теребуновский
  - из Сухловской волости: Копосовский, Новоэстонский.

В конце 1927 года Полищский с/с был переименован в Кулотинский.
25 июня 1928 года были образованы рабочие посёлки Кулотино, Окуловка и Парахино-Поддубье. В ноябре 1928 года были образованы Дерняковский, Кузнечевицкий, Перетенковский, Топорковски и Золотковский с/с. Копосовский с/с был переименован в Лапустинский, Куракинский — в Сосницкий, Опеченский — в Подберезский. Были упразднены Владычинский, Кривцовский, Лунинский, Петровский, Тереблянский, Тухильский и Хирикский с/с.
20 сентября 1931 года в состав Окуловского района вошёл Торбинский район (Веребьинский, Висленеостровский, Горушинский, Заборовский, Заручевский, Каѐвский, Казанский, Крутецкий, Лекаловский, Марконицкий, Мельницкий, Оксочский и Торбинский с/с).
1 января 1932 года в состав Окуловского района из упразднённого Угловского района были переданы Берёзовский, Большекрестовский, Боровенский, Иногощенский, Малокрестовский, Осиповский, Селищенский, Суховский и Угловский с/с. Одновременно Веребьинский, Горушинский, Заборовский и Марконицкий были переданы из Окуловского района в Маловишерский.
20 августа 1935 года из Крестецкого района в Окуловский был передан Белушкинский с/с.
9 ноября 1938 года был образован р.п. Угловка. Угловский с/с был упразднён.
8 августа 1939 года Берёзовский с/с был переименован в Известковый, а Боровновский — в Турбинный.
С образованием 5 июля 1944 года Новгородской области Окуловский район был включён в её состав.
8 июня 1954 года был образован Полищенский с/с. Упразднены Берёзовикский, Большекрестовский, Кузнечевицкий, Малокрестовский,
Мельницкий, Новоэстонский, Осиповский, Подберезский, Сосницкий и Суховский с/с.
18 сентября 1958 года был образован Большекрестовский с/с.
1 июня 1959 года были упразднены Перевозский и Теребуновский с/с. 9 апреля 1960 года упразднён Большекрестовский с/с. 17 января 1961 года упразднены Белушкинский и Дерняковский с/с.
1 февраля 1963 года Окуловский район был упразднён, а его территория вошла в Окуловский сельский район.
12 января 1965 года Окуловский район был восстановлен. В его состав вошли город Окуловка, р.п. Кулотино и Угловка, с/с Боровёнковский, Варгусовский, Висленеостровский, Заводский, Заручьевский, Званский, Золотковский, Известковый, Иногощенский, Каѐвский, Казанский, Крутецкий, Лапустинский, Лекаловский, Оксочский, Перетенковский, Полищенский, Топорковский, Торбинский и Турбинный. 14 апреля был образован Берёзовикский с/с.
16 декабря 1966 года был упразднён Казанский с/с и образован Горнешненский с/с.
6 января 1969 года из Окуловского района в Маловишерский был передан Оксочский с/с.
15 января 1973 года был упразднён Крутецкий с/с. 28 марта 1977 года упразднён Золотковский с/с. 14 августа 1979 года упразднён Горнешненский с/с. 4 октября упразднён Лекаловский с/с.
20 февраля 1981 года Иногощенский с/с был переименован в Озерковский.
11 февраля 1982 года был упразднён Варгусовский с/с. 18 октября 1989 года упразднён Лапустинский с/с. 10 августа 1994 года упразднён Заручевский с/с. 16 сентября упразднён Заводской с/с.

## Население
| 1939    | 1959    | 1970    | 1979    | 1989    | 2002    | 2005    | 2006    | 2007    |
| ------- | ------- | ------- | ------- | ------- | ------- | ------- | ------- | ------- |
| 69 306  | ↘56 145 | ↘45 946 | ↘40 265 | ↘36 852 | ↘31 153 | ↘29 538 | ↘28 842 | ↘28 172 |
| 2008    | 2009    | 2010    | 2012    | 2013    | 2014    | 2015    | 2016    | 2017    |
| ↘27 633 | ↘26 998 | ↘25 808 | ↘24 810 | ↘24 181 | ↘23 682 | ↘23 097 | ↘22 476 | ↘21 908 |
| 2018    | 2019    | 2020    | 2021    |         |         |         |         |         |
| ↘21 401 | ↘20 813 | ↘20 225 | ↘19 387 |         |         |         |         |         |

### Урбанизация
В городских условиях (город Окуловка, рабочие посёлки Кулотино и Угловка) проживают 74,08 % населения района.

### Национальный состав
По итогам переписи населения 2020 года проживали следующие национальности (национальности менее 0,1 % и другое, см. в сноске к строке «Другие»):
| Национальность | Численность, чел. | Доля     |
| -------------- | ----------------- | -------- |
| Русские        | 16 877            | 87,05 %  |
| Узбеки         | 84                | 0,43 %   |
| Армяне         | 80                | 0,41 %   |
| Цыгане         | 68                | 0,35 %   |
| Таджики        | 60                | 0,31 %   |
| Украинцы       | 56                | 0,29 %   |
| Белорусы       | 45                | 0,23 %   |
| Татары         | 28                | 0,14 %   |
| Другие         | 2089              | 10,79 %  |
| Итого          | 19 387            | 100,00 % |

## Административно-муниципальное устройство
В Окуловский район в рамках административно-территориального устройства входят 7 поселений как административно-территориальных единиц области, в том числе Окуловское с центром в городе районного значения Окуловка.
В рамках муниципального устройства, одноимённый Окуловский | (Россия)|муниципальный район]] включает 7 муниципальных образований, в том числе 3 городских поселения и 4 сельских поселения:
| № | Муниципальное образование         | Административный центр   | Количество населённых пунктов | Население (чел.) | Площадь (км²) |
| - | --------------------------------- | ------------------------ | ----------------------------- | ---------------- | ------------- |
| 1 | Кулотинское городское поселение   | рабочий посёлок Кулотино | 18                            | ↘2401            | 187,00        |
| 2 | Окуловское городское поселение    | город Окуловка           | 3                             | ↗10 348          | 27,44         |
| 3 | Угловское городское поселение     | рабочий посёлок Угловка  | 41                            | ↗2822            | 385,22        |
| 4 | Берёзовикское сельское поселение  | село Берёзовик           | 30                            | ↘421             | 390,00        |
| 5 | Боровёнковское сельское поселение | посёлок Боровёнка        | 76                            | ↘1683            | 1010,00       |
| 6 | Котовское сельское поселение      | посёлок Котово           | 11                            | ↘1233            | 184,00        |
| 7 | Турбинное сельское поселение      | деревня Мельница         | 23                            | ↗479             | 337,15        |

Областным законом от 11 ноября 2005 года № 559-ОЗ на территории района было образовано 8 поселений как административно-территориальных единиц области. 1 января 2006 года в рамках муниципального устройства Областным законом от 2 декабря 2004 года N 355-ОЗ на территории муниципального района было образовано 8 муниципальных образований: 3 городских и 5 сельских поселений.
12 апреля 2010 года было упразднено Озерковское сельское поселение (поселение) в пользу Угловского.

### Населённые пункты
В Окуловском районе 202 населённых пункта.
| №   | Населённый пункт         | Тип                     | Население | Муниципальное образование         |
| --- | ------------------------ | ----------------------- | --------- | --------------------------------- |
| 1   | Авдеево                  | деревня                 | ↗47       | Турбинное сельское поселение      |
| 2   | Белышево                 | деревня                 | ↘0        | Угловское городское поселение     |
| 3   | Берёзка                  | деревня                 | →6        | Угловское городское поселение     |
| 4   | Берёзовик                | деревня                 | ↗16       | Берёзовикское сельское поселение  |
| 5   | Берёзовик                | село                    | ↘306      | Берёзовикское сельское поселение  |
| 6   | Березовка                | деревня                 | ↗114      | Угловское городское поселение     |
| 7   | Бобылёво                 | деревня                 | 9         | Кулотинское городское поселение   |
| 8   | Боево                    | деревня                 | 18        | Кулотинское городское поселение   |
| 9   | Божеводово               | деревня                 | 0         | Боровёнковское сельское поселение |
| 10  | Болотница                | деревня                 | 5         | Боровёнковское сельское поселение |
| 11  | Большая Крестовая        | деревня                 | ↗16       | Угловское городское поселение     |
| 12  | Большие Гусины           | деревня                 | 1         | Боровёнковское сельское поселение |
| 13  | Большие Концы            | деревня                 | 1         | Боровёнковское сельское поселение |
| 14  | Большое Бабье            | деревня                 | 2         | Боровёнковское сельское поселение |
| 15  | Большое Боротно          | деревня                 | 11        | Боровёнковское сельское поселение |
| 16  | Большой Заполек          | деревня                 | 5         | Боровёнковское сельское поселение |
| 17  | Бор                      | деревня                 | 0         | Боровёнковское сельское поселение |
| 18  | Боровёнка                | посёлок                 | 1301      | Боровёнковское сельское поселение |
| 19  | Боровно                  | деревня                 | ↘17       | Турбинное сельское поселение      |
| 20  | Борозды                  | деревня                 | →0        | Турбинное сельское поселение      |
| 21  | Борок                    | деревня                 | ↗4        | Берёзовикское сельское поселение  |
| 22  | Буянцево                 | деревня                 | 1         | Боровёнковское сельское поселение |
| 23  | Варгусово                | деревня                 | ↗7        | Турбинное сельское поселение      |
| 24  | Васильково               | деревня                 | →9        | Берёзовикское сельское поселение  |
| 25  | Ватагино                 | деревня                 | 5         | Боровёнковское сельское поселение |
| 26  | Великуша                 | деревня                 | 26        | Котовское сельское поселение      |
| 27  | Верешино                 | деревня                 | 6         | Кулотинское городское поселение   |
| 28  | Верховик                 | деревня                 | 1         | Боровёнковское сельское поселение |
| 29  | Висленев Остров          | деревня                 | 82        | Боровёнковское сельское поселение |
| 30  | Владычно                 | деревня                 | ↗2        | Угловское городское поселение     |
| 31  | Выдрино                  | деревня                 | 1         | Боровёнковское сельское поселение |
| 32  | Высокий Остров           | деревня                 | 14        | Боровёнковское сельское поселение |
| 33  | Вялка                    | деревня                 | 32        | Боровёнковское сельское поселение |
| 34  | Вялое Веретье            | деревня                 | 7         | Боровёнковское сельское поселение |
| 35  | Глазово                  | деревня                 | 1         | Кулотинское городское поселение   |
| 36  | Глухово                  | деревня                 | 0         | Боровёнковское сельское поселение |
| 37  | Глядки                   | деревня                 | 0         | Боровёнковское сельское поселение |
| 38  | Горбачёво                | деревня                 | 10        | Котовское сельское поселение      |
| 39  | Горбово                  | деревня                 |           | Боровёнковское сельское поселение |
| 40  | Горки                    | деревня                 | 0         | Боровёнковское сельское поселение |
| 41  | Горнешно                 | деревня                 | ↘35       | Турбинное сельское поселение      |
| 42  | Горушка                  | деревня                 | 2         | Кулотинское городское поселение   |
| 43  | Горушка                  | деревня                 | ↘0        | Турбинное сельское поселение      |
| 44  | Горушка                  | деревня                 | →11       | Угловское городское поселение     |
| 45  | Горы                     | деревня                 | ↗36       | Турбинное сельское поселение      |
| 46  | Данилово                 | деревня                 | 5         | Боровёнковское сельское поселение |
| 47  | Девущино                 | деревня                 | 0         | Боровёнковское сельское поселение |
| 48  | Демидово                 | деревня                 | ↗9        | Угловское городское поселение     |
| 49  | Демихово                 | деревня                 | →0        | Угловское городское поселение     |
| 50  | Дерняки                  | деревня                 | 120       | Боровёнковское сельское поселение |
| 51  | Долманово                | деревня                 | 13        | Кулотинское городское поселение   |
| 52  | Дорищи                   | деревня                 | ↗9        | Берёзовикское сельское поселение  |
| 53  | Дорохново                | деревня                 | 11        | Кулотинское городское поселение   |
| 54  | Дружная Горка            | деревня                 | →0        | Берёзовикское сельское поселение  |
| 55  | Дручно                   | деревня                 | 3         | Кулотинское городское поселение   |
| 56  | Ерзовка                  | деревня                 | ↘11       | Угловское городское поселение     |
| 57  | Ермолино                 | деревня                 | 4         | Боровёнковское сельское поселение |
| 58  | Жидобужи                 | деревня                 | →3        | Угловское городское поселение     |
| 59  | Жилинцы                  | деревня                 | →2        | Турбинное сельское поселение      |
| 60  | Заборка                  | деревня                 | ↗4        | Угловское городское поселение     |
| 61  | Забродье                 | деревня                 | ↘23       | Берёзовикское сельское поселение  |
| 62  | Завод                    | деревня                 | ↗88       | Берёзовикское сельское поселение  |
| 63  | Загубье                  | деревня                 | ↘30       | Турбинное сельское поселение      |
| 64  | Заозерье                 | деревня                 | ↘46       | Берёзовикское сельское поселение  |
| 65  | Заозерье                 | железнодорожная станция | ↘10       | Берёзовикское сельское поселение  |
| 66  | Заозерье                 | деревня                 | →1        | Угловское городское поселение     |
| 67  | Заречная                 | деревня                 | 7         | Боровёнковское сельское поселение |
| 68  | Заречье                  | деревня                 | ↘1        | Берёзовикское сельское поселение  |
| 69  | Заручевье                | деревня                 | 7         | Боровёнковское сельское поселение |
| 70  | Заручевье                | деревня                 | ↗20       | Угловское городское поселение     |
| 71  | Золотково                | деревня                 | ↗7        | Угловское городское поселение     |
| 72  | Зуево                    | деревня                 | 0         | Кулотинское городское поселение   |
| 73  | Ивники                   | деревня                 | →0        | Берёзовикское сельское поселение  |
| 74  | Иногоща                  | деревня                 | ↗27       | Угловское городское поселение     |
| 75  | Каёво                    | деревня                 | 5         | Боровёнковское сельское поселение |
| 76  | Каптерево                | деревня                 | 3         | Боровёнковское сельское поселение |
| 77  | Каташино                 | деревня                 | 11        | Котовское сельское поселение      |
| 78  | Козловка                 | деревня                 | 60        | Боровёнковское сельское поселение |
| 79  | Колосово                 | деревня                 | →4        | Угловское городское поселение     |
| 80  | Коржава                  | деревня                 | 6         | Боровёнковское сельское поселение |
| 81  | Коржава Дерняковская     | деревня                 | 26        | Боровёнковское сельское поселение |
| 82  | Корпово                  | деревня                 | 1         | Боровёнковское сельское поселение |
| 83  | Корытница                | деревня                 | ↘30       | Берёзовикское сельское поселение  |
| 84  | Котово                   | посёлок                 | 1350      | Котовское сельское поселение      |
| 85  | Котчино                  | деревня                 | ↘3        | Турбинное сельское поселение      |
| 86  | Кренично                 | деревня                 | 24        | Котовское сельское поселение      |
| 87  | Кривцово                 | деревня                 | →4        | Турбинное сельское поселение      |
| 88  | Крутец                   | деревня                 | 36        | Боровёнковское сельское поселение |
| 89  | Кузнечевицы              | деревня                 | 4         | Кулотинское городское поселение   |
| 90  | Кулотино                 | рабочий посёлок         | ↘2094     | Кулотинское городское поселение   |
| 91  | Куракино                 | деревня                 | ↗18       | Угловское городское поселение     |
| 92  | Лапустино                | деревня                 | →4        | Берёзовикское сельское поселение  |
| 93  | Лешино                   | деревня                 | 3         | Боровёнковское сельское поселение |
| 94  | Лунино                   | деревня                 | ↗6        | Угловское городское поселение     |
| 95  | Лядчино                  | деревня                 | ↗18       | Берёзовикское сельское поселение  |
| 96  | Малая Крестовая          | деревня                 | ↘15       | Угловское городское поселение     |
| 97  | Малое Бабье              | деревня                 | 3         | Боровёнковское сельское поселение |
| 98  | Малое Боротно            | деревня                 | 0         | Боровёнковское сельское поселение |
| 99  | Малое Заозерье           | деревня                 | ↗1        | Берёзовикское сельское поселение  |
| 100 | Малые Гусины             | деревня                 | 7         | Боровёнковское сельское поселение |
| 101 | Малый Борок              | деревня                 | ↗11       | Берёзовикское сельское поселение  |
| 102 | Мануйлово                | деревня                 | ↗17       | Берёзовикское сельское поселение  |
| 103 | Махново                  | деревня                 | 6         | Кулотинское городское поселение   |
| 104 | Мельница                 | деревня                 | 2         | Боровёнковское сельское поселение |
| 105 | Мельница                 | деревня                 | ↗100      | Турбинное сельское поселение      |
| 106 | Михновичи                | деревня                 | 0         | Боровёнковское сельское поселение |
| 107 | Мошниково                | деревня                 | ↗15       | Берёзовикское сельское поселение  |
| 108 | Наволок                  | деревня                 | 0         | Боровёнковское сельское поселение |
| 109 | Нароново                 | деревня                 | 21        | Боровёнковское сельское поселение |
| 110 | Нездрино                 | деревня                 | 0         | Боровёнковское сельское поселение |
| 111 | Низовка                  | деревня                 | 8         | Боровёнковское сельское поселение |
| 112 | Новая Давыдовщина        | деревня                 | 0         | Боровёнковское сельское поселение |
| 113 | Новики                   | деревня                 | ↘0        | Берёзовикское сельское поселение  |
| 114 | Новоселицы               | деревня                 | ↗46       | Берёзовикское сельское поселение  |
| 115 | Озерки                   | деревня                 | ↗334      | Угловское городское поселение     |
| 116 | Окуловка                 | город                   | ↗9949     | Окуловское городское поселение    |
| 117 | Окуловка                 | деревня                 | 23        | Окуловское городское поселение    |
| 118 | Оленино                  | деревня                 | 2         | Боровёнковское сельское поселение |
| 119 | Ольгино                  | деревня                 | 9         | Боровёнковское сельское поселение |
| 120 | Ольховка                 | деревня                 | 0         | Боровёнковское сельское поселение |
| 121 | Опечек                   | деревня                 | 3         | Кулотинское городское поселение   |
| 122 | Ореховно-1               | деревня                 | →0        | Турбинное сельское поселение      |
| 123 | Ореховно-2               | деревня                 | →0        | Турбинное сельское поселение      |
| 124 | Осипово-1                | деревня                 | ↗3        | Турбинное сельское поселение      |
| 125 | Осипово-2                | деревня                 | →0        | Турбинное сельское поселение      |
| 126 | Отрада                   | деревня                 | 0         | Боровёнковское сельское поселение |
| 127 | Пабережье                | деревня                 | ↗12       | Угловское городское поселение     |
| 128 | Памозово                 | деревня                 | 22        | Боровёнковское сельское поселение |
| 129 | Пепелово                 | деревня                 | 0         | Боровёнковское сельское поселение |
| 130 | Первомайский             | посёлок                 | ↘38       | Угловское городское поселение     |
| 131 | Перевоз                  | деревня                 | →45       | Турбинное сельское поселение      |
| 132 | Перекоп                  | деревня                 | ↘2        | Турбинное сельское поселение      |
| 133 | Перестово                | деревня                 | ↗43       | Турбинное сельское поселение      |
| 134 | Перетёнка-1              | деревня                 | 36        | Котовское сельское поселение      |
| 135 | Перетёнка-2              | деревня                 | 11        | Котовское сельское поселение      |
| 136 | Перетно                  | деревня                 | ↘28       | Берёзовикское сельское поселение  |
| 137 | Пестово                  | деревня                 | 8         | Боровёнковское сельское поселение |
| 138 | Пестово                  | деревня                 | 2         | Кулотинское городское поселение   |
| 139 | Песчанка                 | деревня                 | 2         | Боровёнковское сельское поселение |
| 140 | Петрово                  | деревня                 | 10        | Котовское сельское поселение      |
| 141 | Плавищи                  | деревня                 | 0         | Боровёнковское сельское поселение |
| 142 | Подберезье               | деревня                 | 5         | Кулотинское городское поселение   |
| 143 | Поддубье                 | деревня                 | 8         | Боровёнковское сельское поселение |
| 144 | Поджарье                 | деревня                 | 5         | Боровёнковское сельское поселение |
| 145 | Подол                    | деревня                 | ↗4        | Берёзовикское сельское поселение  |
| 146 | Полежалово               | деревня                 | 3         | Боровёнковское сельское поселение |
| 147 | Полищи                   | деревня                 | 349       | Кулотинское городское поселение   |
| 148 | Почеп                    | деревня                 | ↘6        | Турбинное сельское поселение      |
| 149 | Приволье                 | деревня                 | 0         | Боровёнковское сельское поселение |
| 150 | Пролетарский             | посёлок                 | 49        | Боровёнковское сельское поселение |
| 151 | Пузырёво                 | деревня                 | ↗133      | Турбинное сельское поселение      |
| 152 | Раменье                  | деревня                 | 7         | Боровёнковское сельское поселение |
| 153 | Раменье                  | деревня                 | ↘4        | Угловское городское поселение     |
| 154 | Рассвет                  | деревня                 | ↗4        | Угловское городское поселение     |
| 155 | Рашутино                 | деревня                 | 14        | Боровёнковское сельское поселение |
| 156 | Ретеж                    | деревня                 | ↗3        | Угловское городское поселение     |
| 157 | Селище                   | деревня                 | ↗54       | Угловское городское поселение     |
| 158 | Селище                   | железнодорожная станция | ↗41       | Угловское городское поселение     |
| 159 | Сельцо-Никольское        | деревня                 | 7         | Боровёнковское сельское поселение |
| 160 | Сковородка               | деревня                 | ↗37       | Турбинное сельское поселение      |
| 161 | Смёново                  | деревня                 | ↗12       | Угловское городское поселение     |
| 162 | Снарево                  | деревня                 | ↗29       | Берёзовикское сельское поселение  |
| 163 | Сосницы                  | деревня                 | ↗3        | Угловское городское поселение     |
| 164 | Сосновый                 | посёлок                 | 33        | Боровёнковское сельское поселение |
| 165 | Стари                    | деревня                 | →4        | Берёзовикское сельское поселение  |
| 166 | Старое                   | деревня                 | 19        | Кулотинское городское поселение   |
| 167 | Стегново                 | деревня                 | ↗47       | Угловское городское поселение     |
| 168 | Сутоки                   | деревня                 | 7         | Боровёнковское сельское поселение |
| 169 | Сутоки-Висленеостровские | деревня                 | 11        | Боровёнковское сельское поселение |
| 170 | Сухово                   | деревня                 | 10        | Боровёнковское сельское поселение |
| 171 | Сухое                    | деревня                 | ↗6        | Угловское городское поселение     |
| 172 | Талыженка                | деревня                 | →0        | Берёзовикское сельское поселение  |
| 173 | Тальцево                 | деревня                 | 12        | Боровёнковское сельское поселение |
| 174 | Теребляны-1              | деревня                 | 3         | Котовское сельское поселение      |
| 175 | Теребляны-2              | деревня                 | 2         | Котовское сельское поселение      |
| 176 | Теребуново               | деревня                 | 1         | Боровёнковское сельское поселение |
| 177 | Топорок                  | посёлок                 | 630       | Котовское сельское поселение      |
| 178 | Торбино                  | деревня                 | 0         | Боровёнковское сельское поселение |
| 179 | Торбино                  | железнодорожная станция | 390       | Боровёнковское сельское поселение |
| 180 | Трубы                    | деревня                 | →0        | Угловское городское поселение     |
| 181 | Тухили                   | деревня                 | →21       | Турбинное сельское поселение      |
| 182 | Угловка                  | рабочий посёлок         | ↗2319     | Угловское городское поселение     |
| 183 | Узи                      | деревня                 | 10        | Боровёнковское сельское поселение |
| 184 | Федорково                | деревня                 | ↗12       | Берёзовикское сельское поселение  |
| 185 | Федосково                | деревня                 | ↗9        | Берёзовикское сельское поселение  |
| 186 | Хирики                   | деревня                 | ↘2        | Берёзовикское сельское поселение  |
| 187 | Хорино                   | деревня                 | 29        | Боровёнковское сельское поселение |
| 188 | Чеканово                 | деревня                 | ↘0        | Угловское городское поселение     |
| 189 | Чернецко                 | деревня                 | 6         | Боровёнковское сельское поселение |
| 190 | Чудово                   | деревня                 | ↗6        | Угловское городское поселение     |
| 191 | Шарово                   | деревня                 | 0         | Боровёнковское сельское поселение |
| 192 | Шевцово                  | деревня                 | →0        | Угловское городское поселение     |
| 193 | Шегринка                 | деревня                 | →0        | Угловское городское поселение     |
| 194 | Шешка                    | деревня                 | 0         | Боровёнковское сельское поселение |
| 195 | Шуркино                  | деревня                 | 385       | Окуловское городское поселение    |
| 196 | Шуя                      | деревня                 | ↗49       | Угловское городское поселение     |
| 197 | Юрьево                   | деревня                 | →5        | Берёзовикское сельское поселение  |
| 198 | Яблоновка                | железнодорожная станция | ↗12       | Угловское городское поселение     |
| 199 | Яблонька                 | деревня                 | ↘0        | Угловское городское поселение     |
| 200 | Языково                  | деревня                 | →0        | Угловское городское поселение     |
| 201 | Яковково                 | деревня                 | 0         | Кулотинское городское поселение   |
| 202 | Ярусово                  | деревня                 | 13        | Боровёнковское сельское поселение |

## Экономика

### Основные промышленные предприятия района
- ООО «Завод Агрокабель»
- ЗАО «Окуловский завод мебельной фурнитуры»
- ОАО «Угловский известковый комбинат»
- ОАО «Окуловский бумажник»
- Окуловский завод радиодеталей — ООО «ОЗРИ»
- ООО «Окуловская бумажная фабрика»
- ООО «Органик фармасьютикалз»
- ООО «Экосервис»

В 2011 году произведено товаров и выполнено услуг на общую сумму 3,4 млрд руб.

### Лесопромышленный комплекс
- ООО «Производственно-коммерческая благотворительная фирма „ДИВ“»

### Добыча, изготовление минеральных и питьевых вод
- ЗАО «Корпорация „Семь ручьёв“»

## Образование

### Муниципальные образовательные учреждения
- 7 — дошкольных образовательных учреждения
- 8 — общеобразовательных средних школ
- 2 — образовательных учреждение типа «начальная школа — детский сад»
- 4 — детских музыкальных школы
- детско-юношеский клуб физической подготовки в Окуловке
- Дом молодежи
- Музыкальная школа

### Государственные образовательные учреждения
- Филиал «Боровичского агропромышленного техникума»

## Транспорт
- Территорию района пересекает участок железнодорожной магистрали Москва — Санкт-Петербург, протяженностью 110 км, железнодорожная линия Окуловка — Неболчи, проложенная здесь при обороне Ленинграда во время Великой Отечественной войны в 1941 году и железнодорожная линия Угловка — Боровичи.
- Протяжённость автомобильных дорог — составляет 453 км

Внешние транспортные связи района осуществляются
- по Октябрьской железной дороге

1. Москва — Санкт-Петербург;
2. Окуловка — Неболочи
3. Угловка — Боровичи

- по автодороге Крестцы — Окуловка — Боровичи.

## Люди связанные с районом
- Миклухо-Маклай, Николай Николаевич — русский этнограф, антрополог, биолог и путешественник, изучавший коренное население Юго-Восточной Азии, Австралии и Океании, родился в селе Языково-Рождественское в 1846 году.
- Парфёнов, Дмитрий Георгиевич — Герой России, член экипажа совершившего первый воздушный таран бомбардировщиком в Великой Отечественной войне и первый в истории военной авиации двойной таран воздушной и наземной цели, родился 22 августа 1919 года в деревне Глазово.
- Борейша, Пётр Антонович (1835—1904) — инженер путей сообщения. Похоронен в деревне Перетно на погосте храма Св. Троицы. Могила не сохранилась.
- Васильев, Пётр Михайлович — полный кавалер ордена Славы
- Антоний (Храповицкий) (1863—1936) — митрополит Киевский и Галицкий; первый председатель Архиерейского синода Русской православной церкви заграницей. Богослов, философ, один из основателей Союза русского народа, активный поборник восстановления патриаршества в Русской церкви. Родился в селе Ватагино Крестецкого уезда Новгородской губернии.

## Достопримечательности
- На территории района находится часть Валдайского национального парка.
- В районе около 80 озёр.
- В бассейне реки Перетны находится несколько раннеславянских курганных групп (свыше 100 насыпей) IX—XIII веков[29], в том числе — укреплённое поселение (летописный «град») новгородских словен Малые Полищи[30].
- В нижнем течении Мсты в урочище Кобылья Голова между деревнями Полосы и Самокража находится грунтовой средневековый могильник[31]. На поселении Кобылья Голова известны постройки с применением столбовой техники при возведении кровли, такие же, как на поселениях второй половины I тысячелетия Старая Ладога, Городок на Ловати, Съезжее, Жабино[32].
- Церковь Святой Троицы в Язвищах — региональный памятник архитектуры в ныне не существующем погосте Язвищи.